# 咪咪流浪记
《咪咪流浪记》是東京電影新社製作的电视动画，共51集，改编自法国作家耶克特·馬洛（Hector Malot）原著小说《苦兒流浪記》（Sans famille）。1977年10月2日恰好是《苦儿流浪记》出版100周年，《咪咪流浪记》也是日本电视台開播25週年紀念作品，1977年10月2日至1978年10月1日於每週日18:30～19:00播出，也是日本電視史上，第一部需戴立體眼鏡收視的立體卡通。主角是出生在法国夏曼农村的男孩“咪咪”。

## 故事簡介
咪咪出生於英國貴族，出生後不久就因為財產繼承問題而被遺棄，之後被法國中部的貧苦家庭收養。雖然生活條件比較艱苦，但是養母對他卻非常好。然而，一切並不是那麼美好，在他八歲那年，養父因為工傷失業，從而性情大變，私自將他賣給了流浪藝人彭師傅。從此，咪咪接受命運的安排，一夕之間告別童年，帶著身世之謎，踏上了流浪藝人的酸甜苦辣和艱辛之路。他們是小乖雜耍團，一支散播歡樂的隊伍，習藝的彭師傅是嚴師亦是慈父，他的愛與教誨為咪咪一生的奮鬥奠基可愛的三隻狗（香港的版本：白色戴帽的狗叫「隊長」、 灰色的狗叫「巴閉」、小貴婦犬叫「啊細」）小猴兒（香港版本叫「將軍」）是最佳的演出夥伴，也是漫長旅途中禍福相倚的盟友。雖然現實殘酷，人情冷暖自知，雖然生離死別總教人措手不及，但咪咪早已學會不再流淚，因為黑暗盡處，必定撥雲見日。

## 製作群
- 製片：武井英彦、山崎敬之
- 編劇：伊東恒久、山崎晴哉、杉江慧子
- 總監督：出崎統
- 導演：竹内啓雄、高屋敷英夫、さきまくら（出崎統）
- 畫面設定：大橋学
- 作畫監督：杉野昭夫
- 美術監督：小林七郎
- 攝影監督：高橋宏固
- 錄音監督：山田悦司
- 音樂：渡辺岳夫
- 制作協力：東京ムービー、MADHOUSE
- 製作：東京ムービー新社

## 主題歌
原版片頭曲：
原版片尾曲：
演唱：澤田亞矢子；作詞：東京ムービー企画部；作曲：渡辺岳夫；編曲：松山祐士；發行：King Records
台灣版主題歌：「咪咪流浪記」
作詞：林家慶；作曲：佚名；演唱：松江合唱團
收錄於新黎明唱片發行的合輯《兒童之歌》第21集（SLM-7001）中。
中都卡通台版主唱：何嘉文；音樂提供：熱帶唱片
香港版主題歌：「星仔走天涯」
主唱：袁麗嫦；音樂提供：太平洋影音

## 配音
括號內為當時中視版人物譯名。
- 雷米（咪咪）：菅谷政子
- 衛塔利斯＝卡洛・巴薩尼（彭師父）：近藤洋介
- 巴布朗媽媽：鈴木弘子
- 傑洛姆・巴布朗：青野武
- 密里根夫人（敏夫人）：武藤礼子
- 亞瑟（亞亞）：山本嘉子
- 馬嘉（中視版譯名同）：小原乃梨子
- 莉絲：高坂真琴
- 旁白：宇野重吉

## 電影版
將電視版重新剪輯，1980年3月15日於東寶系院線上映。配音除了部份角色外大多與電視版相同。

### 製作群
- 製作人：片山哲生
- 編劇：山崎晴哉
- 劇本協力：伊東恒久、杉江慧子
- 導演：出崎統
- 助導：竹内啓雄
- 畫面設定：大橋学
- 作畫監督：杉野昭夫
- 美術：小林七郎
- 攝影：高橋宏固
- 錄音：山田悦司
- 音樂：渡辺岳夫
- 製作協力：MADHOUSE
- 製作：東京ムービー新社

## 外部連結
- 互联网电影数据库（IMDb）上《咪咪流浪记》的资料（英文）
- 豆瓣电影上《咪咪流浪记》的資料 （简体中文）